# Mine Old Hundred
La mine Old Hundred est une ancienne mine d'or située dans le Colorado aux États-Unis. La mine est située sur la Galena Mountain près de Silverton dans les monts San Juan du Colorado, à une élévation de 3 885 mètres.
La mine fut découverte par les frères d’origine allemande Reinhard, Gustave et Otto Niegold autour de 1878 et qui la vendirent en 1903 sans avoir été rentable. Le camp Niegold acquis un bureau de poste en 1878 mais ferma après quelques années seulement.